# 6470 Aldrin
Aldrin (asteroide 6470) é um asteroide da cintura principal, a 1,9289999 UA. Possui uma excentricidade de 0,1520803 e um período orbital de 1 253,29 dias (3,43 anos).
Aldrin tem uma velocidade orbital média de 19,74713053 km/s e uma inclinação de 2,79144º.
Este asteroide foi descoberto em 14 de Setembro de 1982 por Antonín Mrkos e seu nome é uma homenagem ao astronauta americano Buzz Aldrin.